# Скенчнев
Скенчнев (пол. Skęczniew) — село в Польщі, у гміні Добра Турецького повіту Великопольського воєводства.
Населення — 536 осіб (2011).
У 1975-1998 роках село належало до Конінського воєводства.

## Демографія
Демографічна структура станом на 31 березня 2011 року:
|          | Загалом | Допрацездатний вік | Працездатний вік | Постпрацездатний вік |
| -------- | ------- | ------------------ | ---------------- | -------------------- |
| Чоловіки | 264     | 34                 | 193              | 37                   |
| Жінки    | 272     | 38                 | 125              | 109                  |
| Разом    | 536     | 72                 | 318              | 146                  |